# Karl Pröbsting
Karl Pröbsting (* 9. September 1941 in Warburg; † 1. April 1999) war ein deutscher Jurist und Ministerialbeamter.

## Leben
Pröbsting absolvierte ein Studium der Rechtswissenschaft und legte beide Juristischen Staatsexamen ab. 1969 wurde er an der Universität Münster mit der Dissertation Kundenschutzvereinbarungen mit Eigenhändlern und ihre kartellrechtliche Beurteilung zum Doktor der Rechte promoviert. Im Anschluss trat er in den höheren Verwaltungsdienst ein. Von 1969 bis 1991 war er in leitender Position im Bundesministerium für Arbeit und Sozialordnung tätig. Von Juli 1991 bis März 1997 war er Präsident des Landesarbeitsamtes Nordrhein-Westfalen mit Sitz in Düsseldorf.
Nach der Versetzung Wolfgang Bodenbenders in den einstweiligen Ruhestand wurde Pröbsting im März 1997 als Staatssekretär ins Ministerium für Arbeit, Gesundheit und Soziales des Landes Nordrhein-Westfalen berufen. Im Zuge einer Umbildung der Ministerien wechselte er im Juni 1998 als Staatssekretär ins Ministerium für Frauen, Jugend, Familie und Gesundheit.
Karl Pröbsting war seit 1969 mit Elke, geb. Frentz, verheiratet und hatte zwei Söhne.